# Yotume Iwa
Yotume Iwa är en kulle i Antarktis. Den ligger i Östantarktis. Norge gör anspråk på området. Toppen på Yotume Iwa är 5 meter över havet.
Terrängen runt Yotume Iwa är kuperad söderut, men västerut är den platt. Havet är nära Yotume Iwa åt nordost. Trakten är obefolkad. Det finns inga samhällen i närheten. 